# Suporte social
O Suporte social muitas vezes confundido com o Suporte mental é uma das formas de enfrentamento (ou coping) que temos para lidar com os estressores do dia a dia.

## Princípios
A presença das interações sociais parece contribuir para um melhor enfrentamento das situações adversas que podem surgir no cotidiano das pessoas. O suporte social inclui políticas e redes de apoio social, que atuam como agente de integração do idoso na sociedade. A busca da minimização dos riscos e de exclusão social, consequentemente, a redução de danos à saúde por meio de medidas de promoção de saúde.